# بیمارستان میرویس
بیمارستان میرویس (به لاتین: Mirwais Hospital) به بیمارستان چینی نیز معروف است، بیمارستانی در شهر قندهار در جنوب افغانستان است. این نام از میرویس خان هوتک گرفته شده‌است که در این منطقه به نام میرویس نیکا (میرویس پدربزرگ) معروف است. این بیمارستان یکی از چندین مرکز درمانی پیشرفته در این منطقه است.

## تاریخچه
بیمارستان میرویس ۶۰۰ تختخوابی با کمک چین در سال ۱۹۷۹ ساخته شد، اما این بیمارستان در طول جنگ آسیب زیادی دید که روی خدمات‌رسانی آن تأثیر گذاشت. در سال ۱۹۹۵ این بیمارستان توسط کمیته بین‌المللی صلیب سرخ بارسازی شد. این بیمارستان یک مرکز دولتی بود و ۷۰ درصد بودجه خود را از کمیته بین‌المللی صلیب سرخ دریافت می‌کرد که حدود ۳۰ پرسنل آن خارجی بودند که به‌طور دائم در بیمارستان کار می‌کردند. با وجود این، بیمارستان با کمبود امکانات مواجه بود.

## خدمات

### بیمارستان دارای
واحد جراحی ۱۵۰ تختخوابی
۳ سالن عمل
بانک خون
بخش اشعه ایکس
امکانات آشپزخانه برای تهیه غذا برای بیماران و کارکنان
مرکز خشکشویی
بر اساس گزارش شورای سنلیس، نه تنها مردم ولایت قندهار در بیمارستان میرویس، بلکه از هلمند، زابل، اروزگان و مناطق همسایه دیگر نیز برای معالجه به این بیمارستان مراجعه می‌کردند.
این بیمارستان یک مرکز آموزشی برای دانشکده پزشکی بیمارستان قندهار است.